# Cambron-Casteau
Cambron-Casteau is een dorpje in de Belgische provincie Henegouwen en een deelgemeente van Brugelette. Het ligt ten oosten van de hoofdgemeente Brugelette zelf, eveneens langs de Oostelijke Dender.
De naam Cambron gaat al terug tot de 8ste eeuw. Cambron-Casteau (Picardisch voor Cambron-Château) vormde vroeger één geheel met de dorpen Cambron-Mairie (opgeheven in 1805) en Cambron-Saint-Vincent (nu deelgemeente van Lens). In 1148 stichtte de heilige Bernard van Clairvaux in Cambron een cisterciënzerabdij, de Abdij van Cambron die een van de meest welvarende van het graafschap Henegouwen werd. Ze werd in 1789 door keizer Jozef II opgeheven. Anno 2019 blijven nog de abdijtoren uit 1774, de monumentale trap uit 1776 en de volledige middeleeuwse ommuring over. Op de site is de dierentuin Pairi Daiza gevestigd.
In het hart van Pairi Daiza staat het kasteel van Cambron. Dit is in 1852-1852 in neoclassicistische stijl opgetrokken op de plaats van de voormalige infirmerie van de abdij, in opdracht van de toenmalige eigenaar van het domein, Edouard Duval de Beaulieu de Blaregnies. De plannen werden getekend door de uit Aat afkomstige architect Désiré Limbourg.

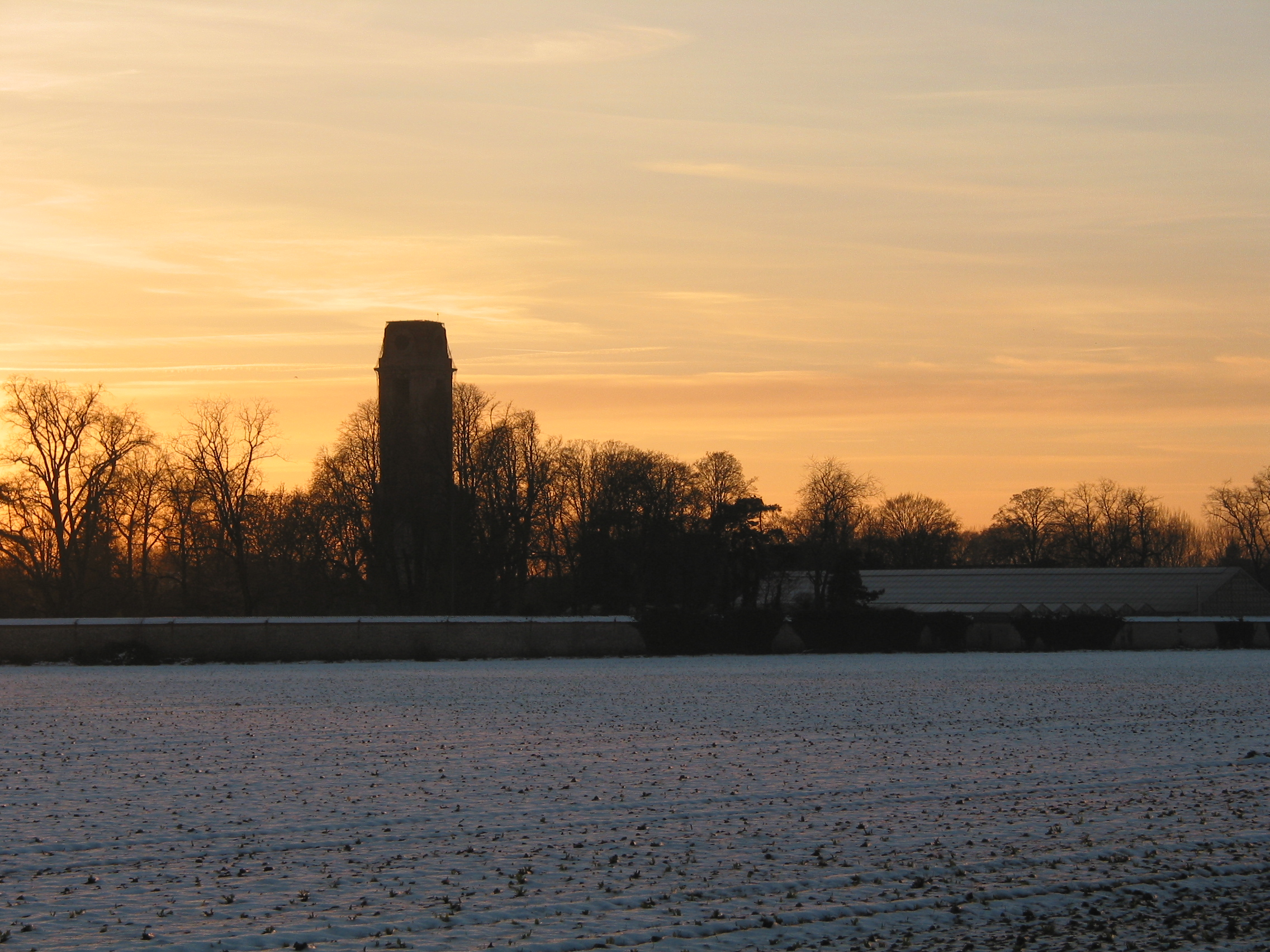
Oude abdijtoren
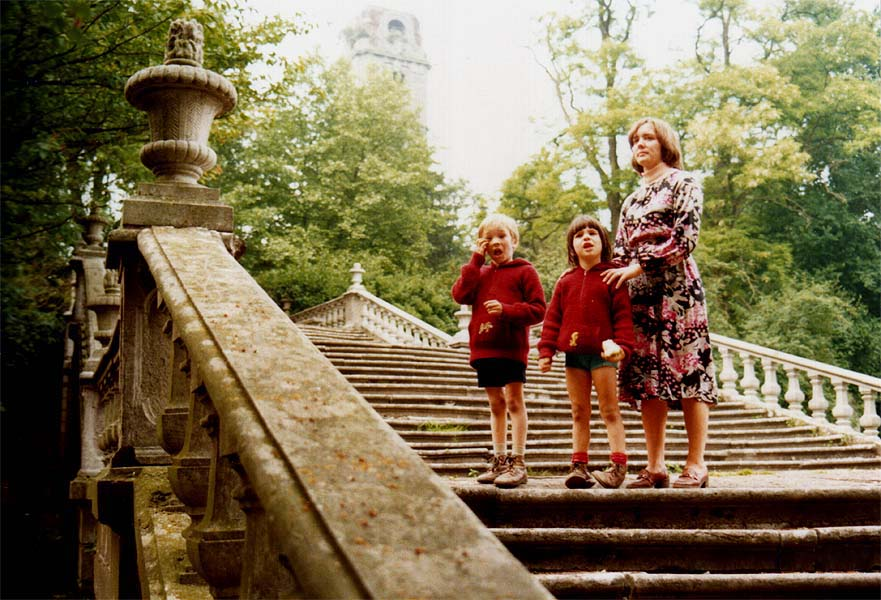
Monumentale trap van de abdij
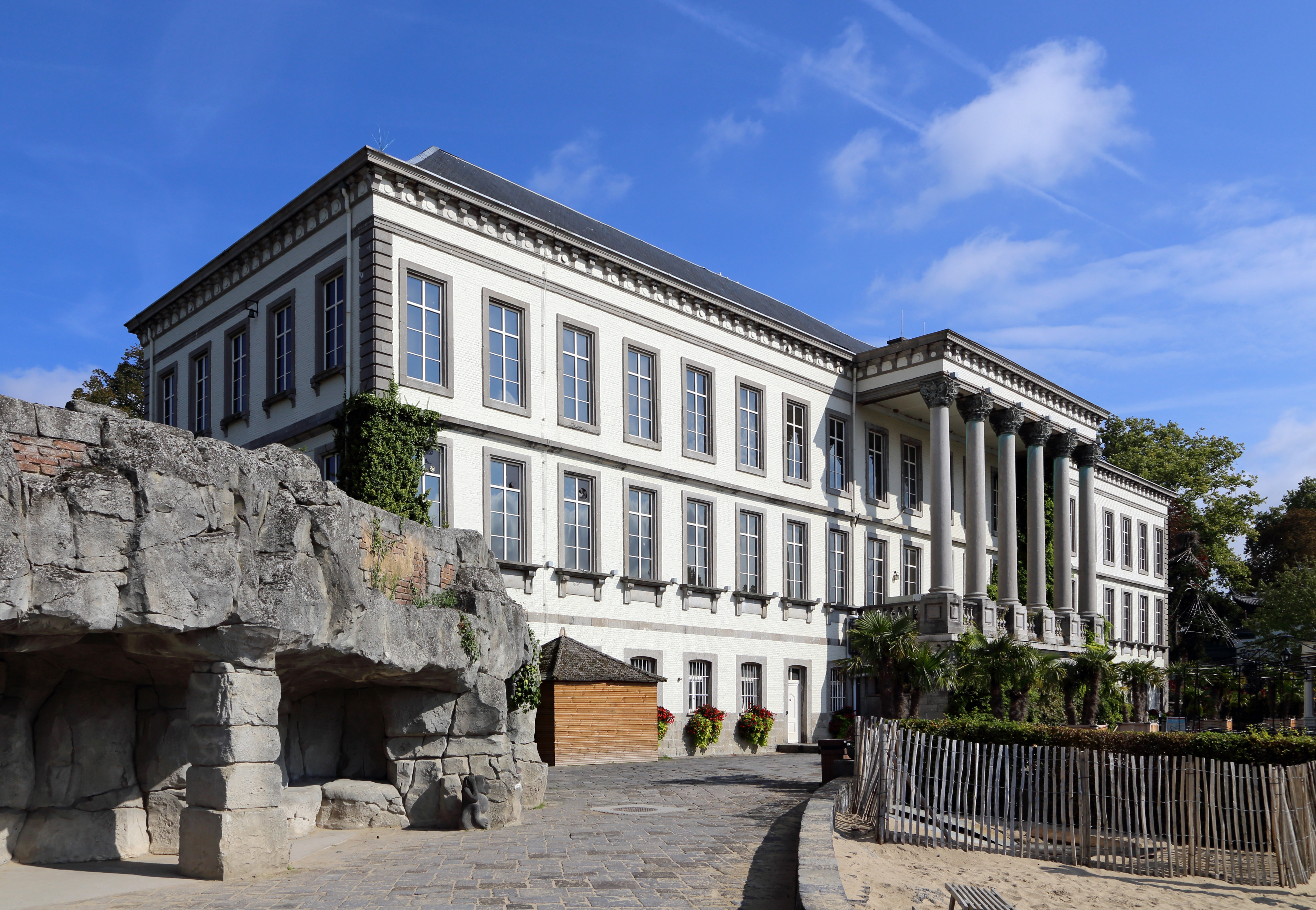
Het kasteel van Cambron

## Bezienswaardigheden
- De Sint-Vincentiuskerk (Église Saint-Vincent) is een 13e-eeuws gotisch kerkgebouw dat in 1902-1903 ingrijpend werd gerestaureerd.
- Een pijlerkapel in Lodewijk XV-stijl van 1761.
- De Abdij van Cambron, een abdijruïne, nu in gebruik als dierentuinterrein.
- Het Kasteel van Cambron, op het abdijdomein, een neoclassicistisch kasteel van 1854.
- De Moulin des Prés, een watermolen uit het laatste derde deel van de 18e eeuw.
- De Moulin des Pairi Daiza, een watermolen die bij de Abdij behoorde en als houtzaagmolen dienst deed en waarvan het rad nog aanwezig is.
- De Moulin du Pont de Lens, een voormalige watermolen
- De Pairi Daiza, een grote dierentuin op het voormalige Abdijdomein.

## Natuur en landschap
Cambron-Casteau ligt aan de Oostelijke Dender en de omgeving wordt mede beheerst door het dierenpark en debijbehorende uitgestrekte parkeerplaatsen. De hoogte aan de kerk bedraagt 57 meter.

## Verkeer
De plaats heeft met station Cambron-Casteau een spoorwegstation aan spoorlijn 90 (Denderleeuw - Saint-Ghislain).

## Demografische ontwikkeling
- Bronnen:NIS, Opm:1831 tot en met 1970=volkstellingen, 1976= inwoneraantal op 31 december

## Nabijgelegen kernen
Cambron-Saint-Vincent, Gages, Brugelette, Bauffe